# .ir
.irはイランに割り当てられている国別コードトップレベルドメイン。管理は理論物理学・数学研究所（Institute for Studies in Theoretical Physics and Mathematics、مرکز تحقیقات فیزیک و ریاضیات نظری）が行っている。
| スタブアイコン | サブスタブ | この項目は、まだ閲覧者の調べものの参照としては役立たない、インターネットやウェブに関連した書きかけの項目です。この項目を加筆・訂正などしてくださる協力者を求めています（P:コンピュータ）。 |